# جون ويلسون (سياسي)
جون ويلسون (بالإنجليزية: John Wilson)‏  (و. 1741 – 1793 م) هو رياضياتي، وقاضي، وسياسي من مملكة بريطانيا العظمى، ولد في واستمورلند، كان عضوًا في الجمعية الملكية، توفي عن عمر يناهز 52 عاماً.

## التعليم
تعلم في بيترهاوس ‏.

## جوائز
حصل على جوائز منها:
- زميل في الجمعية الملكية.